# Dolichopeza jobiensis
Dolichopeza jobiensis är en tvåvingeart som beskrevs av Alexander 1948. Dolichopeza jobiensis ingår i släktet Dolichopeza och familjen storharkrankar. Inga underarter finns listade i Catalogue of Life.